# アライアサ空ローランド
アライアサ 空ローランド（アライアサ そらローランド、ALAIA'SA Sora Roland、1995年7月10日 - ）は、ニュージーランド出身 の日本人ラグビー選手。ジャパンラグビーリーグワンの豊田自動織機シャトルズ愛知に所属している。

## 略歴
ケルストンボーイズ高校、立正大学を卒業。
2018年、三菱重工相模原ダイナボアーズに加入。同年12月1日に行われたジャパンラグビートップチャレンジリーグ2ndステージ第2節の近鉄ライナーズ戦に先発出場で日本での公式戦初出場を果たす。
2025年5月、三菱重工相模原ダイナボアーズを退団。
2025年8月、豊田自動織機シャトルズ愛知に加入。